# یرد هاگمان
یرد هاگمان (سوئدی: Gerd Hagman؛ ‏ ۴ ژوئیهٔ ۱۹۱۹ – ۳۰ نوامبر ۲۰۱۱) بازیگر اهل سوئد بود.
از فیلم‌هایی که وی در آن‌ها نقش داشته است، می‌توان به تابو اشاره نمود.